# Tamansari (Dringu)
Tamansari is een bestuurslaag in het regentschap Probolinggo van de provincie Oost-Java, Indonesië. Tamansari telt 6903 inwoners (volkstelling 2010).